# Adolf von Harnack
Adolf von Harnack (17. května 1851, Tartu Estonsko – 10. června 1930, Heidelberg Bádensko) byl německý protestantský teolog a odborník na dějiny dogmatu (vývoj křesťanské věrouky) a církevní dějiny. Patřil ke klíčovým osobnostem německé liberální teologie.

## Biografie
Narodil se v rodině německého profesora teologie Theodosia Harnacka. Šel v otcových šlépějích, studoval teologii v Tartu (tehdy německý Dorpat) a Lipsku, kde v roce 1873 získal doktorát, v roce 1874 se habilitoval a v roce 1876 byl jmenován mimořádným profesorem církevních dějin. Řádnou profesuru získal roku 1879 v Gießenu, v témže roce se oženil s Amalií Thiersch, s níž měli sedm dětí. Od roku 1886 působil v Marburgu a od roku 1888 až do penzionování v roce 1921 na Univerzitě Friedricha-Wilhelma v Berlíně. Pro své liberální názory byl v napětí s konzervativními církevními autoritami, státní moc mu naopak byla nakloněna a císař Vilém II. ho roku 1914 povýšil do šlechtického stavu. Vedle rozsáhlé badatelské činnosti byl Harnack také významným organizátorem vědy. Od roku 1890 byl řádným členem Královské pruské akademie věd, v níž podnítil rozsáhlý vydavatelský projekt - kritické vydání textů řeckých církevních otců (Die Griechischen Christlichen Schriftsteller, GCS). Roku 1897 se stal také dopisujícím členem Bavorské akademie věd. V letech 1905-1921 byl ředitelem Královské knihovny (v roce 1918 přejmenována na Pruskou státní knihovnu), o jejíž vybudování se zasloužil. V roce 1911 se podílel na založení vědecké Společnosti císaře Viléma (dnes Společnost Maxe Plancka), v jejímž čele stál až do své smrti.

## Teologické názory a dílo
Věřil, že evangelium bylo zdeformováno vlivem řecké filozofie a tento proces "helenizace" se snažil prozkoumat. Ježíšovo jednoduché náboženství se podle něho, zvlášť pod vlivem apoštola Pavla změnilo na náboženství o Ježíšovi, jež se pak transformovalo v dogma o vtělení Božího syna. Podle Harnacka je nutno vzít v úvahu i působení Ježíšova učení v průběhu věků.
V knižním vydání série 16 přednášek Podstata křesťanství Harnack podrobně zkoumal Ježíšovo učení, jehož jádro shrnul ve třech směrech: (1) Boží království a jeho příchod, (2) Bůh Otec a nekonečná hodnota lidské duše, (3) Vyšší spravedlnost a přikázání lásky. Harnack dále sleduje postup evangelia křesťanskými dějinami.
Patrně nejvýznamnějším dílem je třísvazková Učebnice dějin dogmatu, která poprvé vyšla v letech 1886-1890 a pak v řadě dalších doplňovaných vydání.

## České překlady
- HARNACK, Adolf. Dějiny dogmatu. Překlad František Žilka. V Praze: Samostatnost, 1903. 372 s. (Knihovna Samostatnosti; sv. 14).
- HARNACK, Adolf. Dějiny dogmatu. Překlad František Žilka. 2. vyd. (fotomechanický přetisk 1. vyd. z roku 1903). Praha: Ústřední církevní nakladatelství, 1972. 372 s. (Studijní texty Komenského evangelické bohoslovecké fakulty).